# Pretrybulacjonizm
Pretrybulacjonizm (od: pre – „przed”; tribulation – „ucisk”) – w eschatologii części kościołów protestanckich akceptujących premillenaryzm, jest to jeden z dwóch głównych poglądów (obok posttrybulacjonizmu), które dotyczą losów Kościoła (ludzi zbawionych) w czasie wielkiego ucisku. 
Głosi on, że ludzie zbawieni nie będą obecni na Ziemi w czasie wielkiego ucisku poprzedzającego powtórne przyjście Chrystusa, gdyż przed jego rozpoczęciem nastąpi porwanie Kościoła (w tym kontekście zwane również „sekretnym pochwyceniem”). Pogląd ten dotyczy zarówno czasu zabrania z Ziemi żyjących chrześcijan, jak i czasu zmartwychwstania zbawionych umarłych i umiejscawiany jest przez pretrybulacjonistów przed paruzją i czasem ucisku.
Pretrybulacjonizm jest ściśle związany z dyspensacjonalistycznym modelem teologii chrześcijańskiej, z którego wyrasta i na którego założeniach jest oparty. Przyjmowany jest przez większość ewangelicznych chrześcijan na świecie, w tym przez zdecydowaną większość zielonoświątkowców. Pogląd ten jest również szeroko akceptowany w fundamentalistycznych kręgach protestanckich (m.in. Kościoły biblijne z USA, bracia plymuccy). 